# Championnat de Colombie de baseball
Le Championnat da Colombie de baseball (Liga Colombiana de Béisbol Profesional - LCBP) est la principale compétition de baseball en Colombie. Elle met actuellement aux prises quatre formations d'octobre à février. Le premier de la saison régulière est directement qualifié pour la finale tandis que le second et le troisième s'affrontent en barrage au meilleur des sept matchs pour la seconde place de finaliste. La série finale se joue au meilleur des sept matchs.

## Histoire
Le championnat de baseball professionnel débute en 1948 à la suite de la victoire surprise de l'équipe de Colombie en Séries mondiales amateurs 1947 disputées à Barranquilla. En s'appuyant principalement sur des joueurs de ligues mineures à la recherche de contrats en hiver, la ligue colombienne tient une dizaine d'années. 
Inactif de 1959 à 1978, le baseball professionnel colombien retrouve ses droits en 1979. Durant ces deux décennies, le championnat amateur, également créé en 1948, devient la compétition de plus haut niveau dans le pays.
Entre 1985 et 1993, la tenue du championnat professionnel est problématique.
En février 2007, les Tigres Creser de Cartagena remportent le titre en s'imposant par quatre victoires à une face aux Caimanes de Barranquilla. Les Caimanes remportent les titres 2008 et 2009.
La saison 2009-2010 se tient du 23 octobre 2009 au 30 janvier 2010. Les Caimanes de Barranquilla enlèvent le 30 janvier leur troisième titre consécutif.
La saison 2010-2011 est suspendue le 8 décembre après les tempêtes hivernales ayant frappé le pays.

## Équipes actuelles
- Caimanes de Barranquilla
- Leones de Montería
- Tigres de Cartagena
- Toros de Sincelejo

## Palmarès professionnel
| Saison  | Champion                |
| 1948    | Indios de Cartagena     |
| 1949    | Filtta de Barranquilla  |
| 1950    | Indios de Cartagena     |
| 1951    | Filtta de Barranquilla  |
| 1952    | Indios de Cartagena     |
| 1953    | Willard de Barranquilla |
| 1953-54 | Torices de Cartagena    |
| 1954-55 | Willard de Barranquilla |
| 1955-56 | Vanytor de Barranquilla |
| 1956-57 | Kola Román de Cartagena |
| 1957-58 | Vanytor de Barranquilla |

| Saison  | Champion                           |
| 1979-80 | Indios-Café Universal de Cartagena |
| 1980-81 | Indios de Cartagena                |
| 1981-82 | Café Universal de Barranquilla     |
| 1982-83 | Café Universal de Barranquilla     |
| 1983-84 | Carveza Águila de Barranquilla     |
| 1984-85 | Caimanes de Barranquilla           |
| 1985-86 | saison annulée                     |
| 1986-87 | saison annulée                     |
| 1987-88 | Indios de Cartagena                |

| Saison  | Champion                                          |
| 1993-94 | Caimanes de Barranquilla                          |
| 1994-95 | Rancheros de Sincelejo                            |
| 1995-96 | Tigres de Cartagena                               |
| 1996-97 | Tigres de Cartagena                               |
| 1997-98 | Caimanes de Barranquilla                          |
| 1998-99 | Caimanes de Barranquilla                          |
| 1999-00 | Vaqueros de Barranquilla                          |
| 2000-01 | saison annulée                                    |
| 2001-02 | Eléctricos de Barranquilla                        |
| 2002-03 | Eléctricos de Barranquilla                        |
| 2003-04 | Tigres de Cartagena                               |
| 2004-05 | Tigres de Cartagena                               |
| 2005-06 | Tigres de Cartagena                               |
| 2006-07 | Tigres de Cartagena                               |
| 2007-08 | Caimanes de Barranquilla                          |
| 2008-09 | Caimanes de Barranquilla                          |
| 2009-10 | Caimanes de Barranquilla                          |
| 2010-11 | saison annulée                                    |
| 2011-12 | Toros de Sincelejo                                |
| 2012-13 | Caimanes de Barranquilla                          |
| 2013-14 | Tigres de Cartagena                               |
| 2014-15 |                                                   |
| 2015-16 |                                                   |
| 2019-20 | Vaqueros de Montería                              |
| 2020-21 | Caimanes de Barranquilla Vaqueros de Montería 4-3 |
| 2021-22 | Vaqueros de Montería Caimanes de Barranquilla 1-4 |
| 2022-23 | Vaqueros de Montería Tigres de Cartagena 4–1      |
| 2023-24 |                                                   |
| 2024-25 | Caimanes de Barranquilla Vaqueros de Montería 4–3 |